# Vojko (album)
Vojko je debitantski studijski album splitskog hip hop glazbenika Vojka V. Album je objavljen 27. travnja 2018. godine, a objavila ga je diskografska kuća Croatia Records.
S albuma se izdvajaju 4 singla, "Ne može", "Zovi čovika", "Pasta Italiana" i "Kako to". Svaki singl donio je Vojku proboj na hrvatsku rep scenu, poglavito "Ne može", koji trenutno ima preko 6 milijuna pregleda na YouTubeu, dok ostali singlovi imaju više od 5 milijuna.
Album je Vojku donio čak tri nagrade Porin, koje su za album godine, najbolji album klupske glazbe i spot za pjesmu "Ne može" za najbolji video broj, kojeg je režirao Rino Barbir.
Album je dostupan za digitalno preuzimanje, na CD-u, i ploči.

## Popis pjesama
Tekstovi i glazba: Vojko V. 
| 1.    | »Ne može«        |                                           | 3:25 |
| 2.    | »Zovi čovika«    |                                           | 4:31 |
| 3.    | »Pasta Italiana« | Krešo Bengalka, Tonči Huljić              | 3:30 |
| 4.    | »Rođendan«       | Antonio Makinja, Krešo Bengalka, Vuk Oreb | 4:29 |
| 5.    | »Ceca u Parizu«  | Wikluh Sky                                | 3:25 |
| 6.    | »Cilit Beng«     | Vuk Oreb                                  | 3:14 |
| 7.    | »Popaj«          |                                           | 3:11 |
| 8.    | »Kako to«        |                                           | 3:33 |
| 9.    | »Machare«        |                                           | 4:03 |
| 10.   | »Marjan«         |                                           | 2:26 |
| 11.   | »Dump Around«    |                                           | 4:41 |
| 12.   | »Hip Hop«        | Krešo Bengalka                            | 3:14 |
| 13.   | »Bach«           |                                           | 4:23 |
| 48:34 |                  |                                           |      |

## Zasluge
- Vojko V – vokali, sintisajzeri, synth-bass, tekstovi, produciranje

Gostujući glazbenici
- Krešo Bengalka – vokali (na pjesmama 3, 4 i 12)
- Tonči Huljić – vokali (na pjesmi 3)
- Antonio Makinja – vokali (na pjesmi 4)
- Vuk Oreb – vokali (na pjesmama 4 i 6)
- Wikluh Sky – vokali (na pjesmi 5)

Ostalo osoblje
- VRH – miksanje, mastering
- Mate Žaja – fotografija